# Блевио
Блевио (итал. Blevio) — коммуна в Италии, находится в регионе Ломбардия, в провинции Комо.
Население составляет 1219 человек (2008), плотность населения составляет 244 чел./км². Занимает площадь 5 км². Почтовый индекс — 22020. Телефонный код — 031.
Покровителем коммуны почитаются святые Гордий и Епимах, празднование 10 мая.

## Демография
Динамика населения:

## Достопримечательности
- Вилла Роккабруна